# Antonio Cesaris-Demel
Antonio Cesaris-Demel (Verona, 2 agosto 1866 – Pisa, 18 marzo 1938) è stato un medico italiano.

## Biografia
Figlio di Pietro Cesaris-Demel e Maria Borsa, studiò medicina e chirurgia all'Università degli Studi di Torino, conseguendo la laurea il cinque luglio 1890 con una tesi dal titolo "L'immunità nelle malattie infettive", scritta in collaborazione con il futuro medico psichiatra Luigi Roncoroni (1865-1957). Interessatosi fin da subito all'anatomia patologica, entrò nell'Istituto di Torino diretto da Pio Foà, divenendone prima assistente e poi aiuto.
Ottenuta nel 1896 la libera docenza, nel 1898 nacque suo figlio Venceslao Cesaris-Demel (1898-1974), che diverrà anch'egli anatomopatologo, ma nell'ateneo di Siena. Nel 1900, dopo aver vinto il concorso, fu nominato professore di anatomia patologica prima all'Università degli Studi di Cagliari e poi, nel 1903, all'Università degli Studi di Parma. Nel 1904 gli venne assegnata — per la prematura morte di Tito Carbone — la cattedra di anatomia patologica dell'Università di Pisa, che conservò fino al 1936 quando venne nominato professore emerito.
Fu direttore della rivista scientifica Pathologica, socio corrispondente dell'Accademia delle Scienze di Torino e membro dell'Accademia Nazionale dei Lincei.

## Attività scientifica
Studioso di larghe vedute, Cesaris-Demel si occupò e pubblicò numerosi lavori scientifici in varie discipline mediche. In batteriologia e nell'immunologia fu pioniere della sieroterapia specifica delle infezioni. In anatomia patologica studiò il rabdomioma, l'adenoma acinoso del pancreas, la sifilide gastrica di tipo ulcerativo, l'anafilassi e l'infarto adiposo del fegato.
Compì importanti ricerche anche di patologia sperimentale e fisiopatologia e diede un contributo fondamentale nel campo dell'ematologia: suo fu il metodo di colorazione a fresco del sangue, che mostrò nei globuli rossi due sostanze diverse cromaticamente, la cosiddetta "sostanza A e B di Cesaris-Demel"; studiò le alterazioni degenerative dei globuli bianchi e la diapedesi.

## Opere
- Antonio Cesaris-Demel, Tecnica delle autopsie, Torino, Tip. Lit. Carlo Giorgis, 1899.
- Antonio Cesaris-Demel, L'ultramicroscopio nello studio del sangue, 1913, Tip. Succo Fratelli Nistri, 1913.